# ماكس غرينفيلد
ماكس غرينفيلد (بالإنجليزية: Max Greenfield)‏ مواليد 4 سبتمبر 1979 في الولايات المتحدة، هو ممثل أمريكي بدأ مسيرته الفنية سنة 2000.

## الأعمال

### أفلام
- فيرونيكا مارس (2014)
- أهلا، اسمي دوريس (2015)
- ذا بيج شورت (2015)
- العصر الجليدي: مسار التصادم (2016)
- قلعة الزجاج (2017)

### مسلسلات
| السنة | العمل            | الدور           |
| ----- | ---------------- | --------------- |
| 2002  | بوسطن العامة     |                 |
| 2003  | بنات غيلمور      | لوكاس           |
| 2005  | فيرونيكا مارس    |                 |
| 2007  | ذا أو سي         | ينغ ساندي كوهين |
| 2007  | بيتي القبيحة     |                 |
| 2010  | كاسل             |                 |
| 2010  | اكذب علي         |                 |
| 2011  | النهايات السعيدة | إيان            |
| 2011  | الفتاة الجديدة   | شميت            |
| 2013  | برغر بوب         | بو بو           |
| 2014  | الدجاجة الآلية   |                 |
| 2014  | ذا ميندي بروجيكت | لي              |
| 2017  | ويل وغريس        | إيلي وولف       |

## روابط خارجية
- ماكس غرينفيلد على موقع IMDb (الإنجليزية)
- ماكس غرينفيلد على موقع ألو سيني (الفرنسية)
- ماكس غرينفيلد على موقع ميوزك برينز (الإنجليزية)
- ماكس غرينفيلد على موقع أول موفي (الإنجليزية)
- ماكس غرينفيلد على موقع إن إن دي بي (الإنجليزية)
- ماكس غرينفيلد على موقع قاعدة بيانات الفيلم (الإنجليزية)